# Álvaro Gutiérrez (directeur de la photographie)
Pour les articles homonymes, voir Álvaro Gutiérrez et Gutiérrez.
Álvaro Gutiérrez, né en 1973 à Séville, est un directeur de la photographie espagnol qui a étudié aux États-Unis pour ensuite s'installer en Espagne.

## Biographie
Entre 1995 et 1999, il fait ses études universitaires à la William Paterson University aux États-Unis. En 1999, il travaille à New York pour la NBC et l'année suivante il rentre en Espagne où il commence à travailler comme assistant caméraman sous les ordres du chef opérateur Néstor Calvo. En parallèle, il est directeur de la photographie de plusieurs courts-métrages et clips.
Comme directeur de la photographie, en 2007, il tourne son premier long-métrage Sous les étoiles, réalisé par Félix Viscarret. Suivront ses travaux dans Les cendres tombées du ciel réalisé par José Antonio Quirós en 2008, Sale temps pour les pêcheurs réalisé par Álvaro Brechner en 2009 et L'Œil invisible réalisé par Diego Lerman en 2010.

## Prix et candidatures
- Candidat aux Goya d'Espagne pour la meilleure photographie en 2008 pour Sous les étoiles
- Candidat au Cóndor de Plata en Argentine pour L'œil invisible
- Prix de la Meilleure Photographie décerné par l'Association de Critiques d'Uruguay pour Sale temps pour les pêcheurs
- Prix de la Semaine de Cinema de Medina del Campo pour L'Album Blanc et Sofía
- Prix du Festival Plataforma de Nuevos Realizadores pour Limoncello
- Prix reçu au Festival de Cine de Estrasbourg pour Hommes de Paille
- Prix reçu à Madrid Imagen pour Voyage à Bangkok